# 电容耦合
在电子学中，电容耦合（英語：capacitive coupling）是电子耦合的一种，它借助电路之间的电容来进行能量的传输。这种耦合设计可以产生合乎预期的效应，亦可能产生一些偶然的效应。电容耦合通常是在串联电路中安置电容器来实现信号的耦合。

## 在模拟电路中的应用

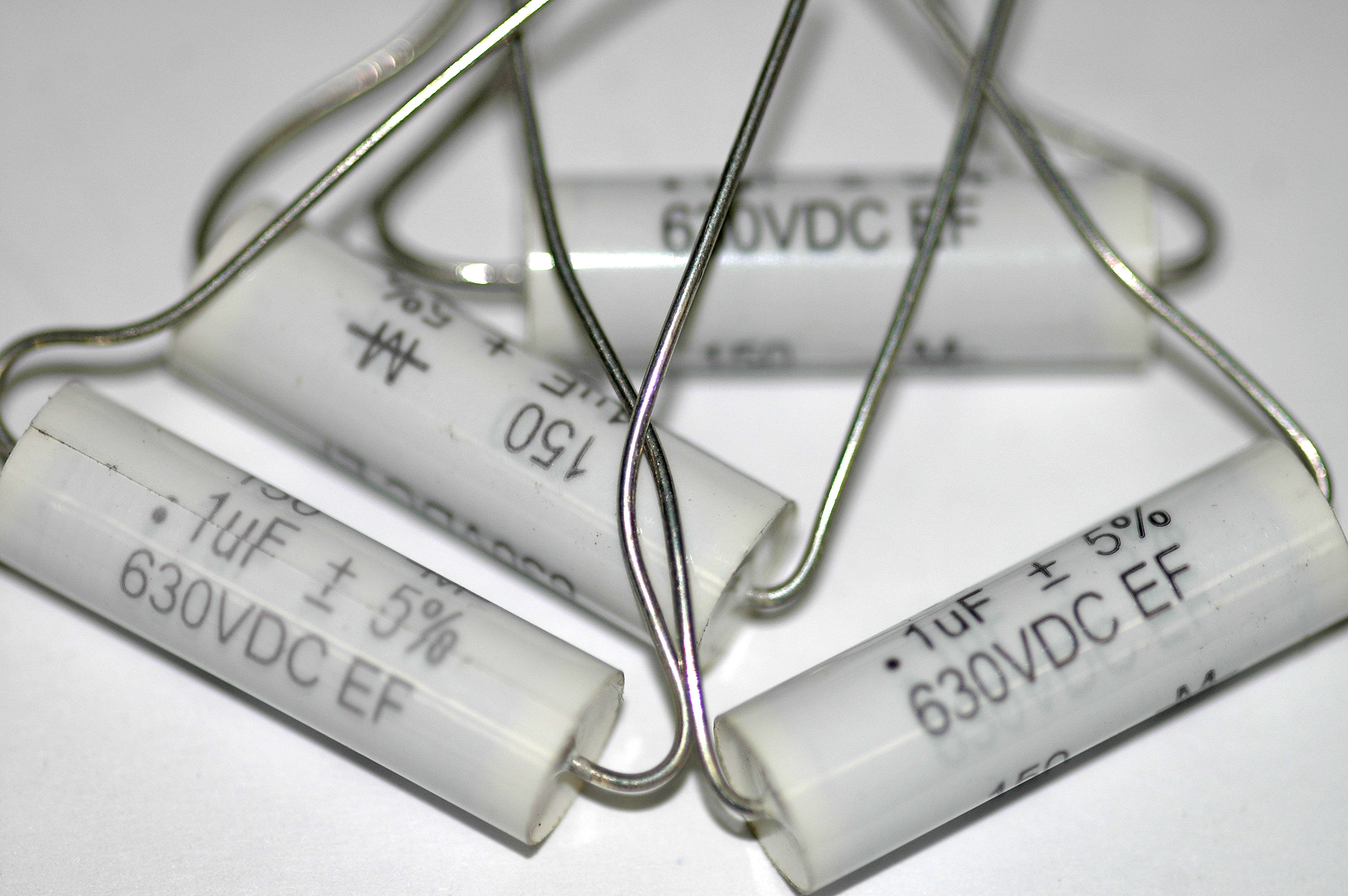
以聚酯为材料的薄膜电容器，这种电容器常在两级电路之间使用。

在模拟电路中，耦合的电容器被用于不同电路的级联，由于电容本身的性质，只有交流信号能够通过耦合到达下一级电路，而直流信号则被阻隔。这项技术可以对两个耦合的电路的直流偏置进行隔离。因此，电容耦合有时又被称为“交流耦合”，其中用到的耦合电容常被称为“直流隔离电容”。如果描述的对象特指直流信号，那么可以用“去耦合电容”来描述电容耦合对于直流信号的阻挡。电容耦合的缺点在于，它将使低频信号在通过耦合时被削弱。耦合电容和下一级电路的输入阻抗可以构成一个高通滤波器。为了保留信号中的低频部分，有时会需要使用较大的电容。

## 在电力传输中的应用
在电力领域，电容耦合可以在非接触式电力传输中发挥作用。其主要原理是在平板电容器两端施加交变的电压，从而使能量发生传输。相较于传统以高频磁场为基础的电力传输途径会受到环境中某些金属导体的屏蔽，电容耦合可以不受电容区域内部金属的影响，抗干扰能力也得以提升。

## 寄生电容耦合
如果两条导线之间的距离过小，或者印刷电路板的布线太密集，那么可能产生不希望得到的电容耦合，稱為寄生電容。如果电路中产生了明显的寄生电容，那么本来不耦合的信号之间就发生了耦合，常常使理想的信号中混入了噪声。为了缓解寄生电容耦合，导线的布置需要尽可能保持一定的距离，并使接地的连线安排在容易发生串扰的信号导线之间。面包板容易产生寄生电容耦合的现象，这是因为导线之间会产生几皮法的寄生电容。对于高频、高增益的电路，设计人员常常把这部分电路设计在地线层（Ground plane）上，这样使得信号和地之间的耦合比信号之间的耦合更占优势。如果放大器电路的增益较高，并且其输出端和输入端通过电容进行耦合，那么将产生信号的激荡，从而构成一个振荡器。
寄生电容还会导致信号传递的延迟，这样的延迟在超大规模集成电路中的负面效果十分显著。在进行半导体器件制造时，研究人员会通过各种方式来改善器件结构，尽可能地降低寄生电容带来的负面效应。前端的集成电路设计人员则会在物理设计时提取寄生电容参数，通过合理的布局、布线、版图设计来缓解电路的延迟。